# Elecciones estatales de Renania del Norte-Westfalia de 1947
La primera elección del estado de Renania del Norte-Westfalia tuvo lugar el 20 de abril de 1947.
Antes de la primera elección, existía un parlamento regional designado por las fuerzas de ocupación británicas, que constaba de 100 diputados de Westfalia y 100 diputados de la provincia de Renania del Norte. El parlamento se reunió por primera vez el 2 de octubre de 1946 en la Ópera de Düsseldorf. El parlamento consistía en 71 diputados del SPD, 66 diputados de la CDU, 34 del KPD, 18 del Zentrum y 9 del FDP. Las bases para la composición de este parlamento eran una estimación del gobierno militar británico. El número de diputados se corrigió después de las primeras elecciones locales. A partir de entonces, la CDU contó con 92 escaños y el SPD con 66. Tras la adhesión del Estado Libre de Lippe en 1947,  llegaron algunos representantes de Lippe al parlamento estatal.
La base para las primeras elecciones fue la ley electoral de Renania del Norte-Westfalia, que fue adoptada el 5 de marzo de 1947.
En las elecciones, los partidos y candidatos independientes necesitaron un permiso del gobierno militar y haber cumplido los 25 años para postularse. Tenían derecho a voto todos los habitantes que hubieran ostentado hasta el 12 de mayo de 1946 la ciudadanía alemana, quienes la hubieran perdido a partir de 1933 (comienzo del régimen nazi)  por razones políticas, y quienes hubieran llegado a la edad de 21 años.

## Resultados[2]
| Partido | Partido        | Votos   | %     | Candidatos | Mand. directos | Escaños |
| ------- | -------------- | ------- | ----- | ---------- | -------------- | ------- |
|         | CDU            | 1889581 | 37,57 | 148        | 92             | 92      |
|         | SPD            | 1607487 | 31,97 | 150        | 53             | 64      |
|         | KPD            | 702410  | 13,97 | 150        | 3              | 28      |
|         | Zentrum        | 491138  | 9,77  | 145        | 2              | 20      |
|         | FDP            | 298995  | 5,95  | 139        |                | 12      |
|         | DKP-DRP        | 24879   | 0,49  | 14         |                |         |
|         | RVP            | 13547   | 0,27  | 29         |                |         |
|         | Independientes | 855     | 0,02  | 2          |                |         |
| Total   | Total          | 5028892 |       | 777        | 150            | 216     |

En el distrito electoral de Kleve la elección se llevó a cabo el 18 de mayo de 1947. La CDU recibió 16 escaños excedentarios (Überhangmandate), por lo que el número total de escaños se incrementó de 200 a 216
El 16 de junio de 1947, Karl Arnold fue elegido primer ministro del Estado de Renania del Norte-Westfalia. Formó una coalición compuesta por el Zentrum, la CDU, el SPD y el KPD.
Cuatro miembros del parlamento se trasladaron, poco después, del Zentrum a la CDU. El Partido del Centro se contrajo en consecuencia a 16 escaños, mientras que la CDU fue representada desde entonces con 96 escaños.